# Konzertfotografie

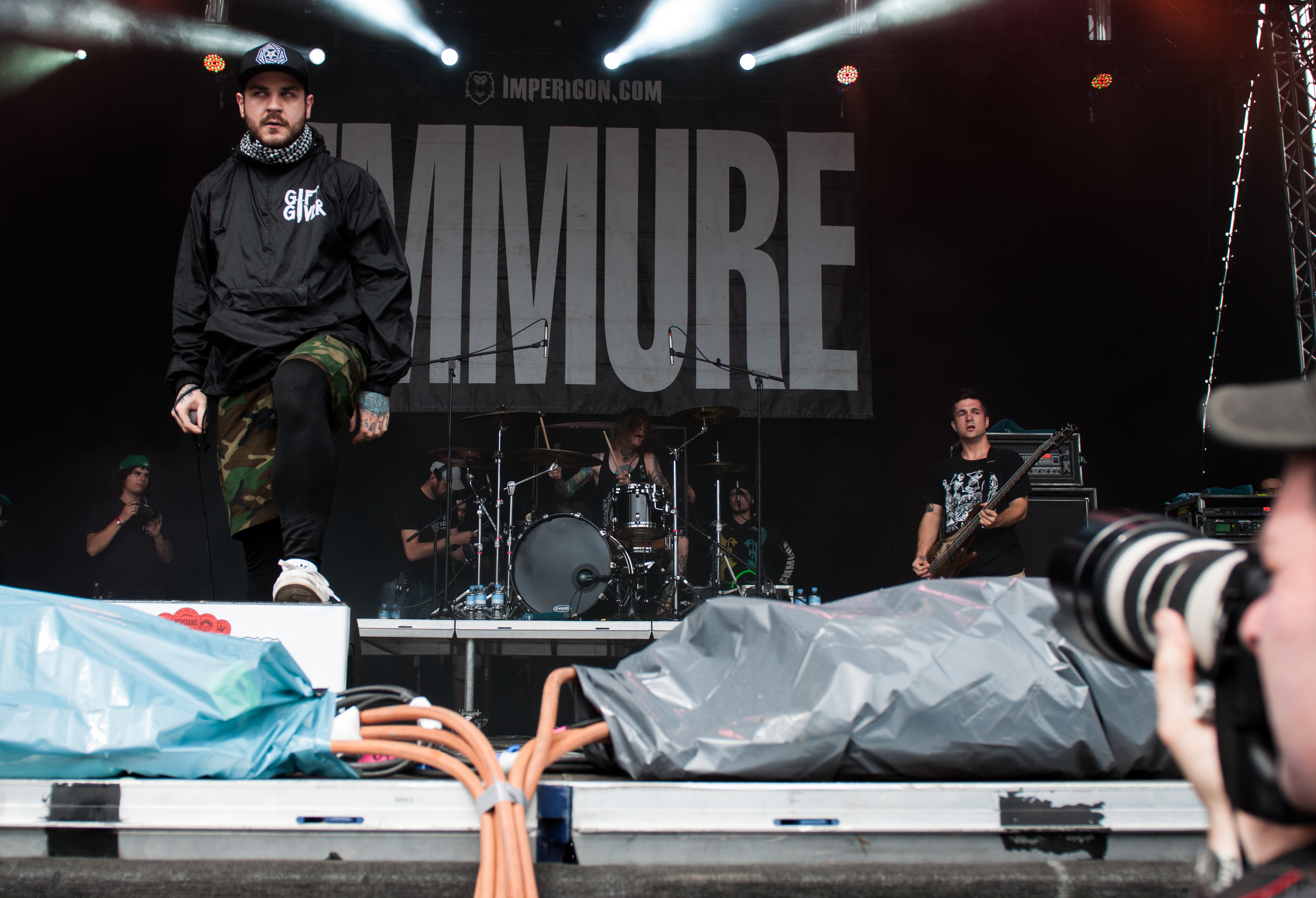
Perspektive eines Konzertfotografs bei einem Konzert der Band Emmure beim Vainstream Rockfest 2014

Die Konzertfotografie ist ein spezieller Bereich des Fotojournalismus. Das Fotografieren auf Konzerten an unterschiedlichsten Orten stellt besondere Ansprüche an den Fotografen und seine Ausrüstung. Jeder Veranstaltungsort (Festival, Freilichtbühne, Halle, Musikclub, Musikkneipe, …) erfordert eine Anpassung von Ausrüstung und Technik. Neben ständig wechselnden Lichtverhältnissen, mitunter unzureichender Beleuchtung, temporeichen Bühnenaktionen und enorm lauten Arbeitsbedingungen muss er auch mit dem Zeitdruck kämpfen, da bei größeren Konzerten das Fotografieren nur maximal während der ersten drei Stücke gestattet ist.

## Zweck
Die Konzertfotografie erfolgt nahezu ausschließlich im Auftrag. Auftraggeber sind typischerweise die Presse, der Veranstalter, das Management oder die Musiker selbst. Rein künstlerische Fotografie ist hier seltener zu finden, auch wenn die Ergebnisse oftmals einen künstlerisch hochwertigen Charakter haben.

## Technik

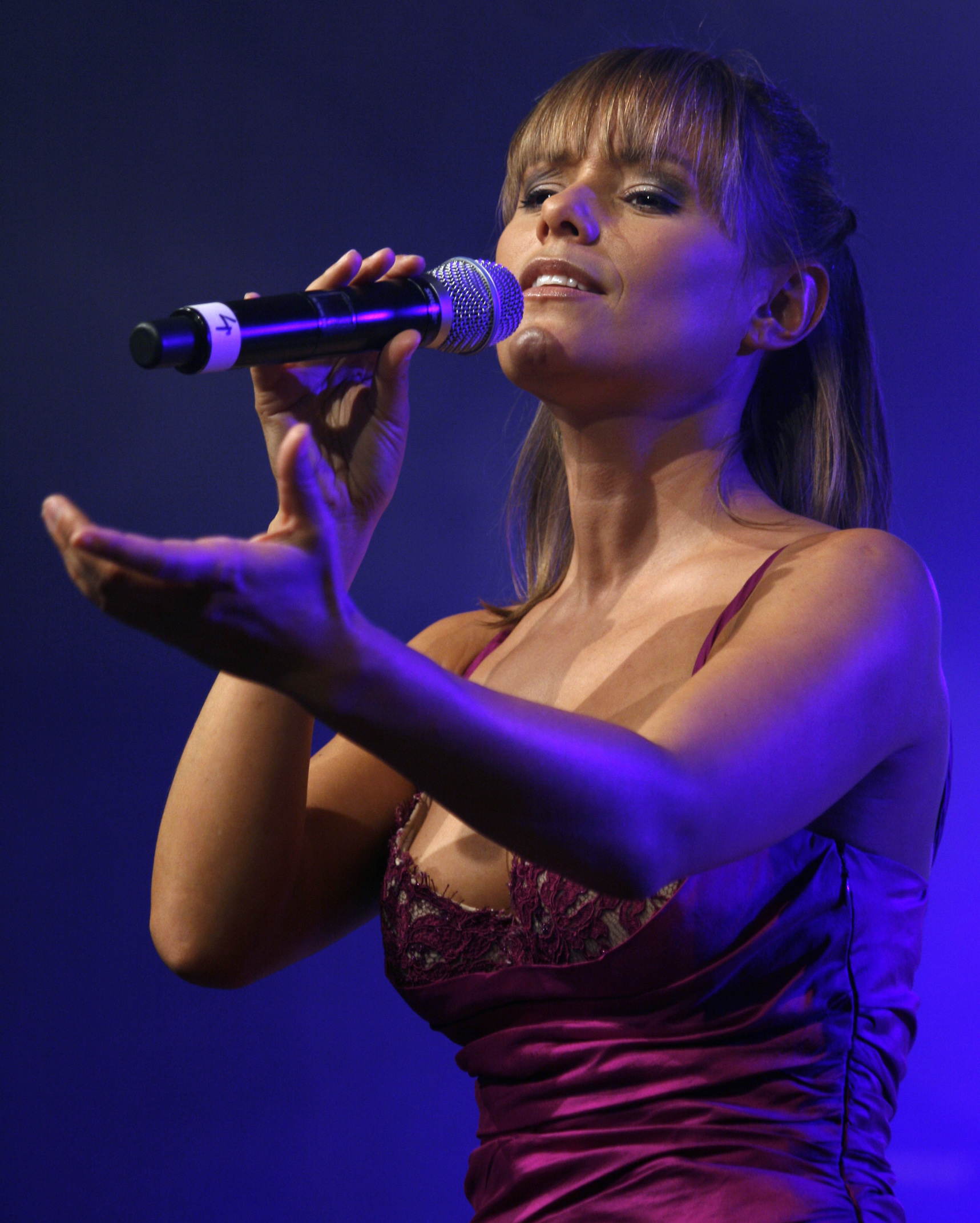
Die Schweizer Sängerin Francine Jordi

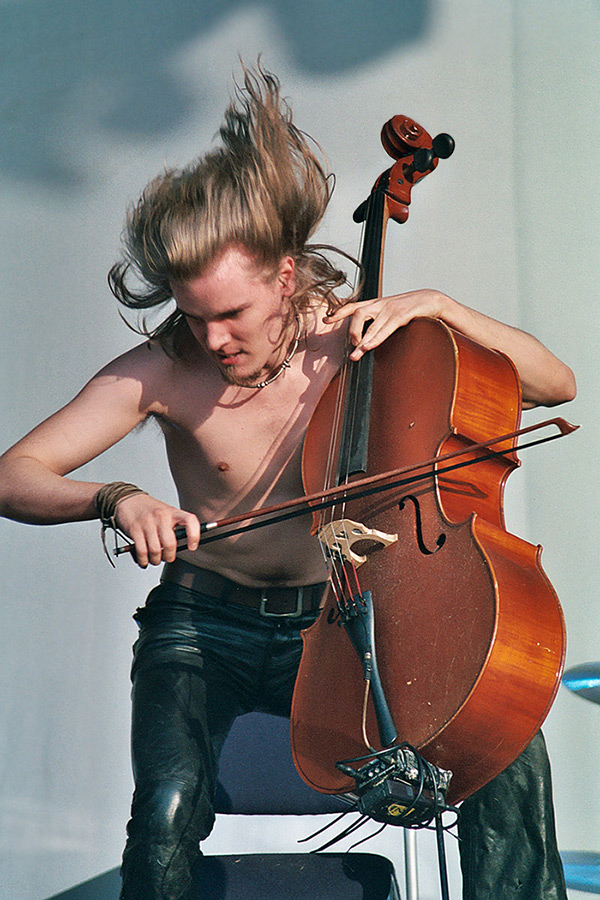
Apocalyptica beim M’era Luna Festival 2003 in Hildesheim

Aufgrund der schnellen Änderungen von Motiven und Lichtverhältnissen arbeiten professionelle Konzertfotografen heutzutage fast ausschließlich mit hochwertigen Digitalkameras. Dadurch ist es möglich – wie auch in vielen anderen Bereichen der Reportagefotografie – Ausschuss zu minimieren und den Kunden schnell mit Ergebnissen zu versorgen. Digitale Kameras bieten mittlerweile eine Lichtempfindlichkeit, die mit chemischem Film nicht oder nur mit starkem Qualitätsverlust erreicht werden konnte.
Aufgrund der wechselnden und stellenweise auch unbefriedigenden Lichtverhältnisse, insbesondere in Musikclubs und Musikkneipen, ist auch bei den Optiken auf hohe Qualität zu achten. Lichtstarke Objektive sind unverzichtbar. Die von manchen Herstellern angebotenen Verwacklungsschutzoptiken ermöglichen zwar schärfere Fotos bei freihändigem Fotografieren von unbewegten Motiven trotz längerer Belichtungszeit, spielen jedoch in der Konzertfotografie aufgrund der in der Regel vorhandenen Dynamik der Musiker und der daraus resultierenden Bewegungsunschärfe in der Regel eine untergeordnete Rolle.
Die verwendeten Brennweiten richten sich nach verschiedenen Faktoren, vornehmlich der Position des Fotografen und dem Bühnenbau, sowie dem gewünschten Bildergebnis. Während Normal-Weitwinkelobjektive bei Aufnahmen aus dem Bühnengraben und niedrigerer Bühnenhöhe ausreichend sein können, bedingen andere Positionen, beispielsweise im Front of House oder im Publikum, sowie hohe Bühnen mit großer Tiefe, wie sie auf Festivals typisch sind, Teleobjektive. Fischaugenobjektiv und Weitwinkelobjektive können zudem Totalen von Bühne und Publikum ermöglichen.
Um bei leisen Konzerten das oft als zu laut und störend empfundene Auslösegeräusch der Kamera zu vermeiden, können Kameras ohne Schwingspiegel oder schalldämmende Hüllen (Blimps) verwendet werden. Einige Kameras bieten zudem Einstellungen an, bei denen der Spiegel besonders leise hochgeklappt wird.
Blitze und auch Stative spielen in der Konzertfotografie ebenfalls eine untergeordnete Rolle. Um die Künstler auf der Bühne nicht zu stören, verbietet die überwiegende Anzahl der Bands und Veranstalter das Blitzen. Zudem würde es die Lichtstimmung der Aufnahme vollständig verfremden. Stative sind im Bühnengraben hinderlich und werden dort in der Regel vom Veranstalter verboten. Bei Konzerten, auf denen die Aufnahmen aus großer Distanz, in der Regel aus dem Front of House, angefertigt werden müssen, können sie jedoch nützlich sein.